# Panzerkampfwagen II
Panzerkampfwagen II (resp. PzKpfw II či SdKfz 121) byl německý lehký tank produkovaný v letech 1935–1944. Celkem bylo vyrobeno přes 1900 strojů.
Tento tank byl projektován jednak jako průzkumný a cvičný, jednak jako dočasná náhrada za dosud nevyvinuté tanky Pz III a Pz IV. Byl v boji mnohem užitečnější než Pz I, leč ještě před počátkem druhé světové války se objevily lehké tanky, které jej značně překonávaly. Šlo například o ruské T-26 či BT, nebo československé LT-35 a LT-38. Po zahájení Operace Barbarossa byly i tanky Pz II postupně stahovány z fronty. Pokus o vzkříšení stroje Pz představoval Pz II L (produkovaný v letech 1942–1944), ale ani tento průzkumný stroj nelze považovat za nějak obzvlášť úspěšný.

## Varianty
- Pz II Ausf. A
- Pz II Ausf. C
- Pz II Ausf. F
- Pz II Ausf. G
- Pz II Ausf. H – vyzbrojen 50mm dělem
- Pz II Ausf. J – velmi silně pancéřovaná verze Pz II.
- Pz II Ausf. L (Luchs) – větší, rychlejší, 12tunová, upravená verze tanku Pz II
- Pz II Ausf. M – větší, silnější vež s 5cm kanónem KwK 39/1
- Pz II (Flamm) – plamenometná verze

## Významné modifikace
- Marder II (stíhač tanků)
- Flammpanzer II (plamenometný tank)
- Wespe (samohybné dělo)
- SturmPanzer II Bison (samohybné dělo)
- VK 1602 Leopard – plánovaná náhrada tanku Pz II Luchs

## Uživatelé
- Německá říše
- Rumunsko – dva tanky ukořistěné na ropných polích v Ploješti po převratu krále Michala.
- Slovensko
- Norsko